# Asaf

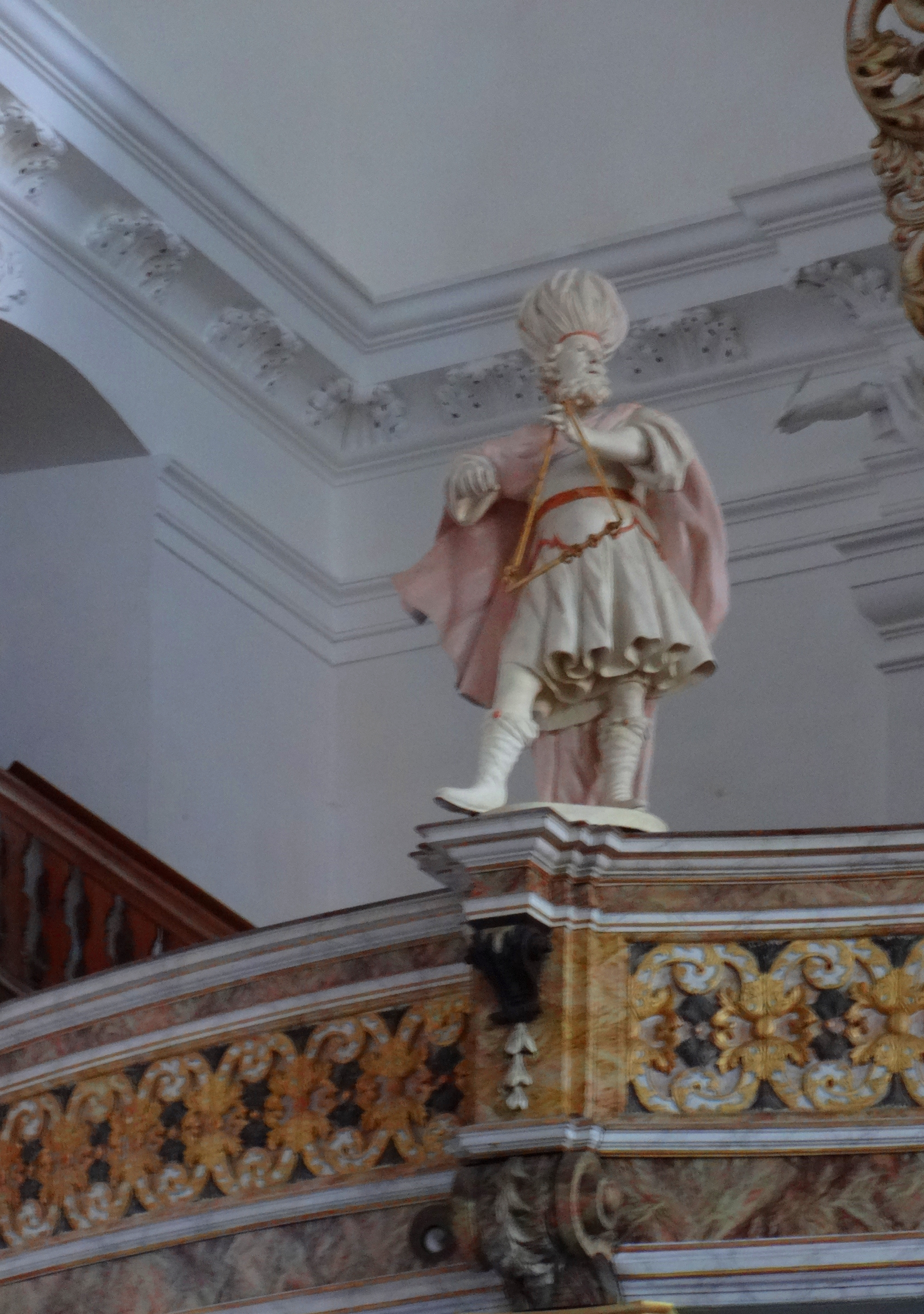
Asaf mit Triangel auf der Orgelempore der Stiftskirche St. Georg in Goslar-Grauhof; gegenüber David mit der Harfe (1730)

Asaf, auch Asaph, ist in der Bibel ein Gesangsmeister Davids und der Ahnherr einer nachexilischen Sängergilde.

## Name
Der Name Asaf, hebräisch אָסָף ʾāsāp̅, stellt ein Hypokoristikon von der Wurzel אסף ʾsp̅ „einsammeln“, „versammeln“, „aufnehmen“ „einziehen“, „wegnehmen“ mit ausgefallenem theophoren Element dar: „[Gott] hat gesammelt“. Der genaue Sinn dieser Aussage ist nicht geklärt.

## Biblischer Bericht
Die erste Nennung Asafs in der Bibel erfolgt in 1 Chr 6,24  im Zuge einer Genealogie. Er gilt als Nachfahre von Gerschon, dem ersten Sohn Levis. Beschrieben wird, wie David den drei Leviten Heman, Asaf und Etan den Gesangsdienst vor dem Zelt mit der Bundeslade, später dem Tempel, zuteilte. Es wird deutlich, dass die drei Männer als Tempelsänger die Leitung des Gesanges innehielten. Eine Dienstordnung und Organisationsstruktur wird angedeutet.
Im Zuge der Überführung der Lade nach Jerusalem (1 Chr 15–16 ), wurden die levitischen Tempelsänger in ihren Dienst bestellt. Die Leviten bestimmten aus ihren Reihen mehrere Sänger, die in drei Gruppen unter der Leitung von Heman, Asaf und Etan organisiert waren. Alle Sänger wurden mit verschiedenen Musikinstrumenten ausgestattet. Asaf spielte dabei wie auch die beiden anderen Gruppenleiter auf Kupferzimbeln. So erfüllten sie Davids Befehl, mit lauter Stimme mit Freude zu singen.
Dieses Lob sollte aber mit dem Fest zur Überführung der Lade nicht aufhören, darum wurden Asaf als Vorsteher und einige weitere Leviten ordnungsgemäß in den Dienst gerufen, „den Herrn, den Gott Israels, [zu] rühmen, loben und preisen“ (1 Chr 16,4 ). Nach 1 Chr 16,7  war dies das erste Mal, dass David Asaf und seine Amtsbrüder aufforderte, den Lobpreis zur Ehre Gottes vorzusingen. Der sich anschließende Psalm stellt eine fast wortwörtliche Übernahme von Ps 105,1–15 , Ps 96  und Ps 106,1.47f  dar.
1 Chr 25  beschreibt, wie die Priester und Leviten eine strukturierte Ordnung bekommen. Dies stellte eine notwendige Vorbereitung für die künftigen Gottesdienste im Tempel dar. Auch die obersten Israeliten und die Priester Zadok und Ahimelech werden an der Entscheidung beteiligt. Zunächst werden 4.000 Tempelsänger und Musiker zum Lobpreis bestimmt. Die Familien von Asaf, Heman und Jedutun (der vermutlich mit Etan gleichzusetzen ist) werden ausgesondert. Sie sollten die musikalische Gestaltung der Gottesdienste übernehmen. Darin kamen ihnen prophetische Begabungen zu. Jedem ihrer Söhne wurde eine Abteilung zugeteilt, sodass es 24 davon gab, die durch 11 weitere Sänger aus den Familien erweitert wurden. So gab es insgesamt 288 Tempelsänger.
Zum letzten Mal taucht Asaf in den Chronikbüchern beim Tempelweihfest unter König Salomo auf (2 Chr 5 ). Der Auftritt der Leviten – die Gesangsmeister Asaf, Heman und Jedutun mit ihren Söhnen und Brüdern – wird geschildert. Folgende Merkmale des Lobpreisgottesdienstes lassen sich erkennen:
- Die Hymnen werden von Instrumenten begleitet.
- Es ist ein harmonisches, aufeinander abgestimmtes Musizieren.
- Die Grundlage der Lieder waren die Psalmen, kein „unartikuliertes Gottesgeschrei“ und auch kein spontaner Ausdruck der akuten Stimmung.
- Alle waren zumindest bei den sich wiederholenden, bekannten Teilen der Lieder beteiligt.

Als unmittelbare Reaktion auf den Lobpreis erscheint die Herrlichkeit Gottes im Tempel.

## Die Asaf-Psalmen
→ Hauptartikel: Asafpsalm
Vermutlich diesem Asaf werden in den Psalmenüberschriften 12 verschiedene Psalmen zugeschrieben.

## Die Asafiten
Die Funktion Asafs als Tempelsänger geht auch auf seine Nachfahren über. Die Asafiten tauchen während der Regierungen von Joschafat (2 Chr 20 ), Hiskia (2 Chr 29 ) und Josia (2 Chr 35 ) auf und zwar im Zusammenhang von wichtigen gottesdienstlichen Anlässen:
In 2 Chr 20,14–19  war aufgrund eines vom König ausgerufenen Fastens das Volk Juda im Tempelhof versammelt. Während des Gottesdienstes kam der Geist Gottes über einen Nachkommen Asafs mit dem bedeutungsträchtigen Namen Jehasiël („Gott sieht“). Er gab die prophetische Antwort auf die Klage des Königs. Dies geschah in Form einer Heilszusage: Gott wird direkt gegen die eingedrungenen Feinde (Moabiter, Ammoniter und ein Teil der Mëuniter) helfen. Das judäische Heer soll den Gegnern zwar entgegenziehen – die Steige von Ziz bei Jeruël wird als Punkt des Aufeinandertreffens genannt –, jedoch nicht kämpfen, sondern Zeuge des göttlichen Handelns werden. Auf diese Zusagen folgte ein Gebet aller Anwesenden und ein Lobgesang der Korachiter. Die Prophezeiung Jehasiëls traf im Folgenden ein.
In 2 Chr 29,12–30  werden die Asafiten in der Reihe der Leviten genannt, die sich heiligten und den Tempel reinigten, nachdem Hiskia den Tempel, den sein Vater Ahas geschlossen hatte, wieder öffnete. Zum Brandopfer musizierten die Leviten. Ihr Dienst wird dreifach autorisiert: zuerst durch Hiskia, dann durch König David, dessen Seher Gad und den Propheten Nathan, und zuletzt durch die Anordnung, die „vom Herrn durch seine Propheten ergangen“ war. Schließlich forderten Hiskia und die Obersten die Leviten dazu auf, Gott mit den Worten Davids und des prophetischen Sängers Asafs zu preisen. Dies geschah mit Freude und Anbetung.
In 2 Chr 35,10–16  werden die Söhne Asafs im Zusammenhang mit der Beschreibung der Zubereitung der Opfertiere fürs Pessachfest genannt. Die Leviten bereiteten das Pessach für die Priester und Asafiten, da diese durch ihren Dienst gebunden waren. Die Asafiten sangen gemäß der Vorschriften das große Hallel.

Auch im Zusammenhang mit der Heimkehr Israels aus dem Exil tauchen die Asafiten wiederholt auf. In der frühnachexilischen Heimkehrerliste in Esr 2,1–70  (vgl. Neh 7,6–72 ) werden neben den Leviten und Torwächtern auch die Sänger als eigene Gruppe genannt. Hier werden die Söhne Asafs, nicht jedoch die Söhne Hemans und Jedutuns bzw. Etans genannt. Beim Gottesdienst zur Grundsteinlegung des neuen Tempels singen sie Lob- und Danklieder (Esr 3,10 ). Ihr Dienst wird durch die Einordnung unter die Leviten und dem Verweis auf die Anordnungen Davids legitimiert. In Neh 11,1–36  werden die Nachfahren Asafs als Gruppe der Leviten in einer Bevölkerungsliste genannt. Dabei erfolgt eine explizite Zuordnung zum Jerusalemer Tempel und ihrem Dienst des Lobgesangs im Gottesdienst. Auch im Zusammenhang mit dem Mauerbau wird ein Nachkomme Asafs unter den mit Trompeten ausgerüsteten Priestern genannt (Neh 12,35 ). In der Beschreibung der idealtypischen nachexilischen Situation in Israel wird wiederum auf die Tempelsänger Bezug genommen und ihre Beauftragung in der Zeit von David und Asaf verankert. So wird ihre wichtige Funktion als Kultpersonal legitimiert (Neh 12,45f ).

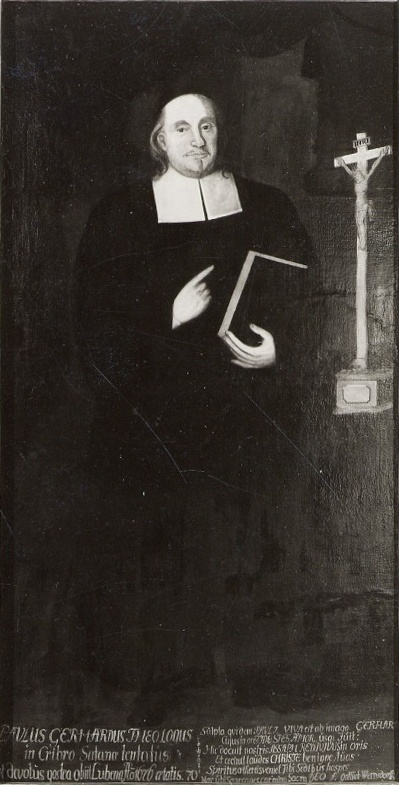
Paul-Gerhardt-Porträt in Lübben

## Wirkungsgeschichte
In nachbiblischer Zeit gibt es fast keine Informationen über Asaf und die Asafiten, daher lässt sich eine Wirkungsgeschichte nicht näher beschreiben.
Im weiteren Sinne lässt sich Asaf als Urbild und Typus eines Dichters, Sängers und Musikers geistlicher Lieder verstehen. Dies zeigt sich etwa in der Inschrift des Porträtgemäldes von Paul Gerhardt in der nach ihm benannten Kirche in Lübben:
| Lateinische Bildinschrift von J. Wernsdorff | Übersetzung | Deutsche Nachdichtung von Propst Straube |
| Sculpta quidem Pauli, viva est at imago Gerhardi, Cujus in ore fides, spes, amor usque fuit. Hic docuit nostris Assaph redivivus in oris, Et cecinit laudes, Christe benigne, tuas. Spiritus aetheriis veniet tibi sedibus hospes, Haec ubi saepe canes carmina sacra Deo. | Zwar nur gemalt, ist es doch ein lebendiges Bild Paul Gerhardts, dem Glaube, Hoffnung, Liebe stets vor Augen stand. Er lehrte, ein wiedererstandener Asaf, in unseren Landen und sang, gütiger Christus, dein Lob. Von den himmlischen Sitzen wird dir, Gast, der Geist kommen, sooft du diese heiligen Gesänge singen wirst für Gott. | Wie lebend siehst du hier Paul Gerhardts theures Bild, der ganz von Glaube, Lieb’ und Hoffnung war erfüllt. In Tönen voller Kraft, gleich Assaphs Harfenklängen, Erhob er Christi Lob in himmlischen Gesängen. Sing seine Lieder oft, o Christ, in seelger Lust, So dringet Gottes Geist durch sie in deine Brust. |

## Weitere Namensträger in der Bibel
Neben dem Tempelsänger Asaf tragen noch zwei weitere biblische Gestalten diesen Namen:
- Asaf, der Vater von Joach, einem hohen Hofbeamten des Hiskia (2 Kön 18,8 EU und 18,37 EU)
- Asaf, ein Forstaufseher von Artaxerxes I. (Neh 2,8 EU)

Mit dem in 1 Chr 26,1  genannten Asafs ist vermutlich der Korachiter Abiasaf gemeint. Beim in Mt 1,7f  genannten Asaf handelt es sich wohl um eine Verschreibung oder Variante des Königs Asa.